# Chotkova (Praha)
Chotkova silnice (v dnešní terminologií nejde o silnici, ale o místní komunikaci či Chotkovu ulici, někdy Chotkova zatáčka) z roku 1831 se nachází na území pražských Hradčan a Malé Strany a spojuje Klárov na Malé Straně s Píseckou bránou. Hlavní část ulice tvoří mohutnou serpentinu u dolní části Jeleního příkopu, v horním oblouku ulice Chotkova se nacházejí Chotkovy sady. Název Chotkova silnice oficiálně dostala v roce 1870.
V horní části na ni západním směrem navazuje ulice Mariánské hradby, severním směrem od křižovatky u Bílkovy vily ulice Badeniho, která po zrušení hradeb převzala funkci komunikace vedoucí skrz Píseckou bránu. V dolní části na ni navazuje ulice Pod Bruskou, která vyúsťuje na Klárov u stanice metra Malostranská. Chotkovou ulicí vede tramvajová trať Malostranská – Bílá Hora.

## Historie
Oblast Letné byla původně od centra Prahy oddělena strmým svahem. Předpokládá se, že stezky těmito místy vedly přinejmenším od 9. století, kdy se v Praze usídlili Přemyslovci, a to od brodu přes Vltavu spíše směrem k Pražskému hradu, ale zřejmě i k Letné. Ve 20. letech 17. století nechal Albrecht z Valdštejna prorazit do svahu přímý úvoz, který umožnil i jízdu vozům. Ten se nazýval Myší díra, od 2. poloviny 18. století má též oficiální název Pod Bruskou.
Serpentinu nechal vybudovat v letech 1831–1832 hrabě Karel Chotek, v letech 1826–1843 (či 1847) nejvyšší zemský purkrabí. Cesta musela být vylámána ve skále a v dolní části překonávala potok Brusnice, který původně tekl směrem ke Kampě, do dnešní Čertovky, zakryt a vyústěn do Vltavy poblíž Cihelné ulice. Později byl ještě jednou přeložen při rekonstrukci kanalizace. Stavbou silnice byl zkrácen Jelení příkop. V roce 1912 byl potok od dolního konce Chotkovy silnice sveden přímo k Vltavě, pod zahradou Strakovy akademie.
Stavba silnice měla význam v návaznosti na ukončení Lánské koněspřežné dráhy na Brusce, v místech dnešního nádraží Praha-Dejvice. Toto nádraží, zprovozněné roku 1830, bylo historicky prvním na území dnešní Prahy.
Začátkem 20. století byla vybourána část městského opevnění, která bránila pokračování Chotkovy ulice směrem k Dejvicím. Další území po zbouraných hradbách byla nově zastavěna, například Bílkovou vilou.
Po Chotkově silnici vede tramvajová trať. Byla zprovozněna 30. ledna 1910 zavedením linky č. 5, pokračovala po ulici Mariánské hradby. Od 31. května 1912 byla u příležitosti VI. sokolského sletu připojena i spojovací trať Badeniho ulicí. Při stavbě byl přestavěn oblouk silnice u Jeleního příkopu.

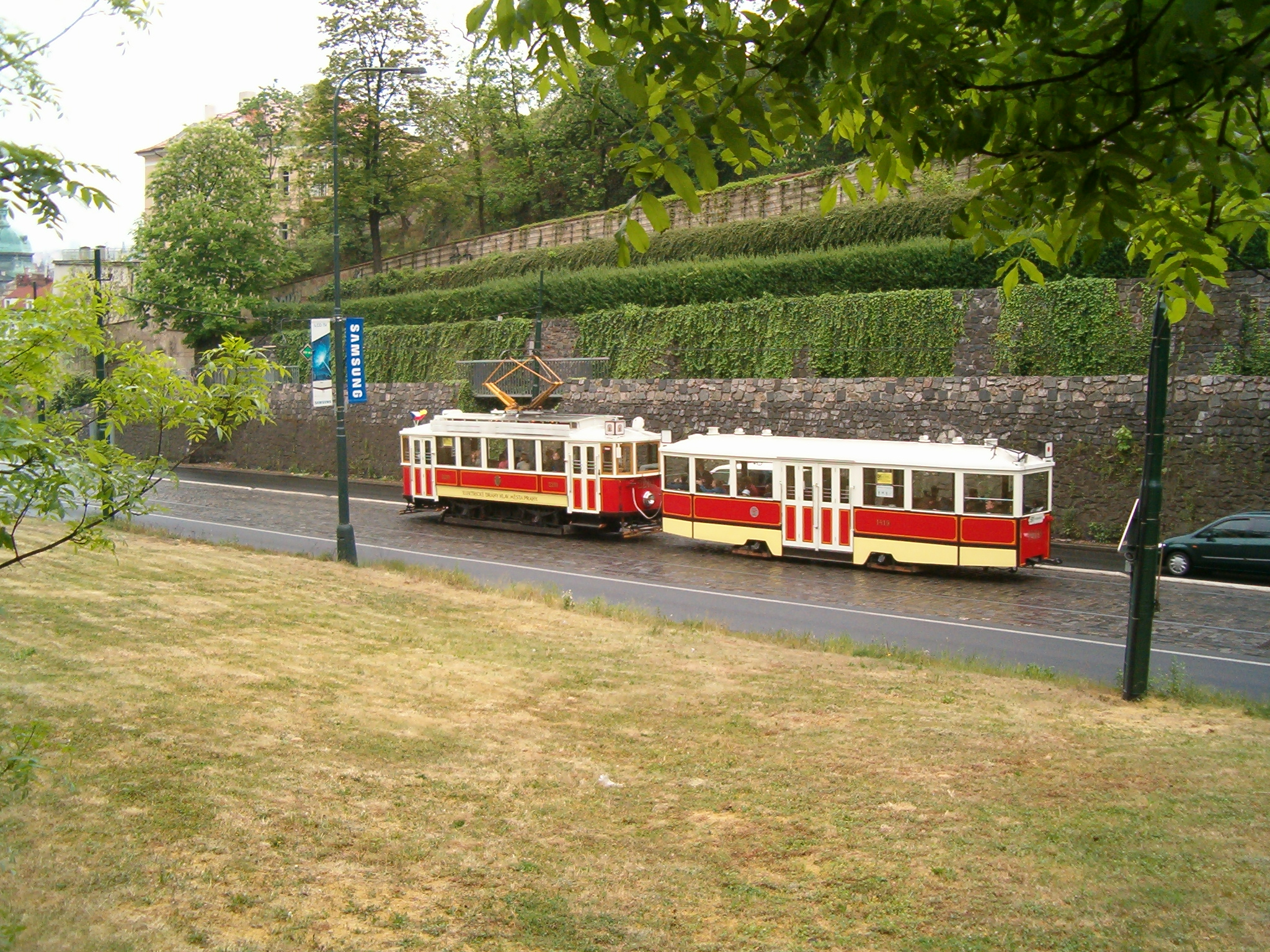
Dolní část Chotkovy ulice s historickou tramvají

Již od počátků směly Chotkovou silnicí jezdit jen tramvaje vybavené kolejnicovou brzdou. 24. ledna 1923 došlo k vážné dopravní nehodě, kdy tramvajový vlak u Jeleního příkopu vyjel z kolejí a prorazil zeď. V důsledku nehody byla před zatáčkou ve směru s kopce zřízena od 2. března 1923 zastávka Chotkova silnice, třebaže tu nebyla žádná přepravní potřeba. Na dodržování zastavení zde dohlížel zvlášť ustanovený dozorce, dodatečně ještě ministerstvo železnic nařídilo umístit v zastávce píchací hodiny, takže každý řidič tramvaje musel vystoupit a vyznačit, že skutečně zastavil. V roce 1935 byly zastávka i píchací hodiny odstraněny a nahrazeny bezpečnostním zastavovacím místem, jehož nedodržení se mělo trestat okamžitým přeřazením z provozní služby. Zrušeno bylo 1. května 1978.
Během Pražského povstání 5. května 1945 na této ulici v automobilu, kterému došel benzín, spáchal sebevraždu protektorátní ministr školství a lidové osvěty Emanuel Moravec, přezdívaný český Quisling.
Silnice byla rozšířena v letech 1965–1968 podle projektu V. Růžičky a Jaroslava Fragnera, který navrhl i novou lávku pro pěší. Při severozápadní straně ulice je vybudována zárubní zeď dosahující místy výšky až kolem 5 metrů, na levé straně je umístěn chodník na vysunuté konzole vybudované při rozšiřování komunikace v roce 1969. V rámci této stavební akce byl vybudován první pražský kolektor o délce 128 m.
28. srpna 1968 tu při autonehodě zahynul český grafik Jiří Balcar.
O prázdninách roku 2004 byla Chotkova ulice uzavřena z důvodu opravy tramvajové trati, rekonstrukce vodovodů, následné opravy vozovek a opravy galerie opěrné zdi.

## Popis
Chotkova v dolní části zahýbá a vede podél Opyše s dominantou Richterovy vily v místech koryta potoka Brusnice, který je zde sveden do potrubí. U okraje dolního Jeleního příkopu je mohutný oblouk zatáčky, ve kterém je umístěna socha českého lva od Josefa Maxe. Dále silnice stoupá v opačném směru pod opěrnou zdí Chotkových sadů; odtud je výhled na jedno ze známých panoramat Prahy s pohledem na Pražský hrad od východu. Dále pokračuje obloukem v opačném směru skrz terénní zářez, který odděluje Chotkovy sady od Letenské pláně. Tyto dva parky spojuje lávka pro pěší od Bořka Šípka.
Za lávkou se nachází rozlehlá křižovatka u Bílkovy vily. Rovně pokračuje ulice Badeniho, Chotkova pokračuje vlevo okruhem kolem Chotkových sadů. Do křižovatky ústí ještě ulice Mickiewiczova, Gogolova a Na baště sv. Tomáše, které vznikly v místě bastionů barokních Mariánských hradeb. U křižovatky je tramvajová zastávka Chotkovy sady na trati Chotkovy sady – Špejchar Badeniho ulicí.
V posledním úseku již Chotkova neslouží automobilové dopravě, která je svedena do ulice Mariánské hradby. Má zde charakter parkové cesty vedoucí do prostoru před Píseckou branou.

## Chotkovy sady

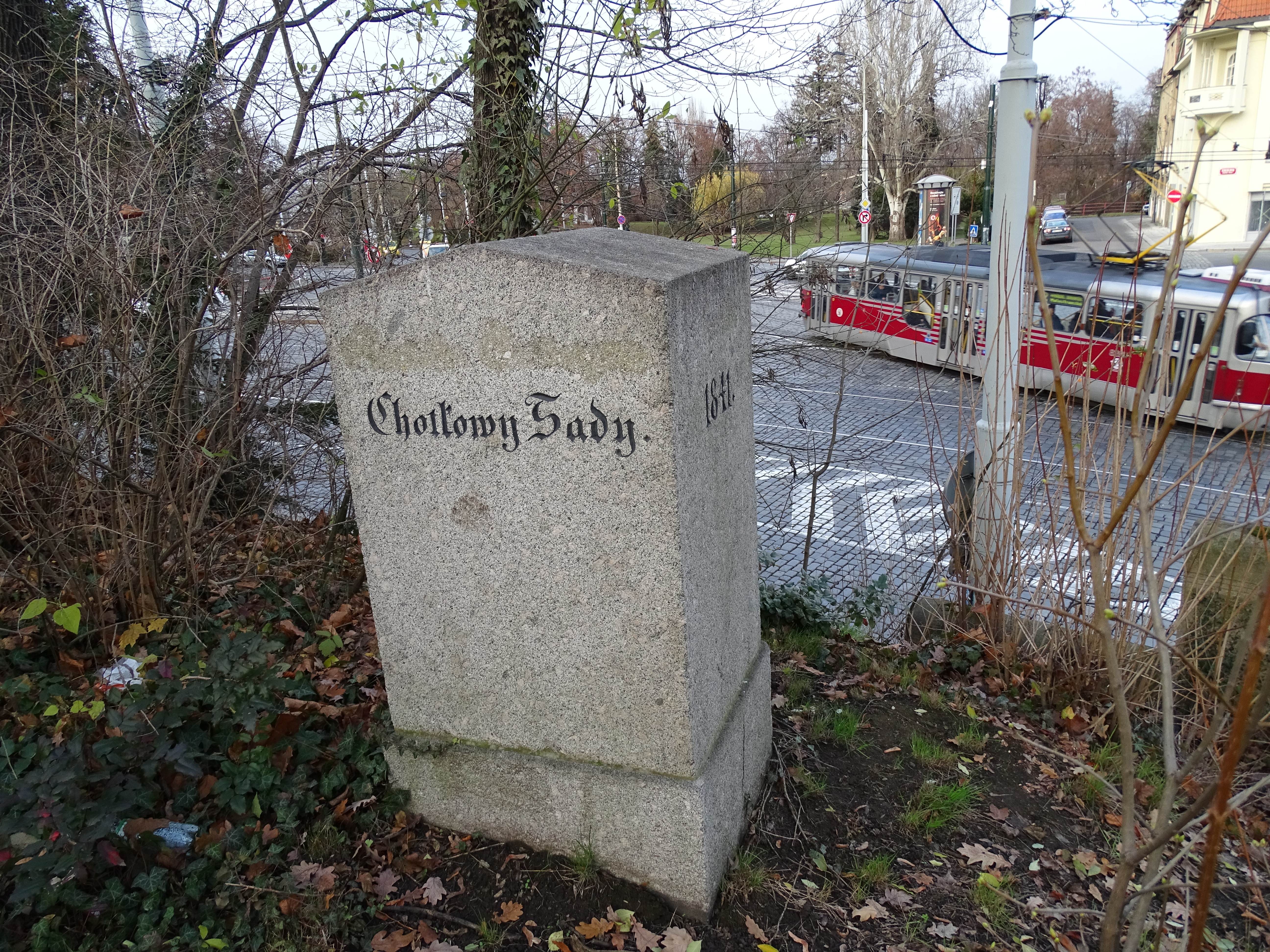
Pamětní kámen v sadech nad Chotkovou

Hrabě Karel Chotek jako nejvyšší purkrabí české země soustavně usiloval o modernizaci města i výsadbu zeleně. V návaznosti na výstavbu silnice byly mezi jejím horním koncem a Letohrádkem královny Anny vybudovány první pražské veřejné městské sady, tzv. Obecní nebo Lidová zahrada (Volksgarten), dnes Chotkovy sady. Od roku 1997 jsou ve správě Správy Pražského hradu. Chotkovu silnici a Chotkovy sady připomíná v horní části pamětní deska s uvedeným datem 4. listopadu 1841.

## Lávka

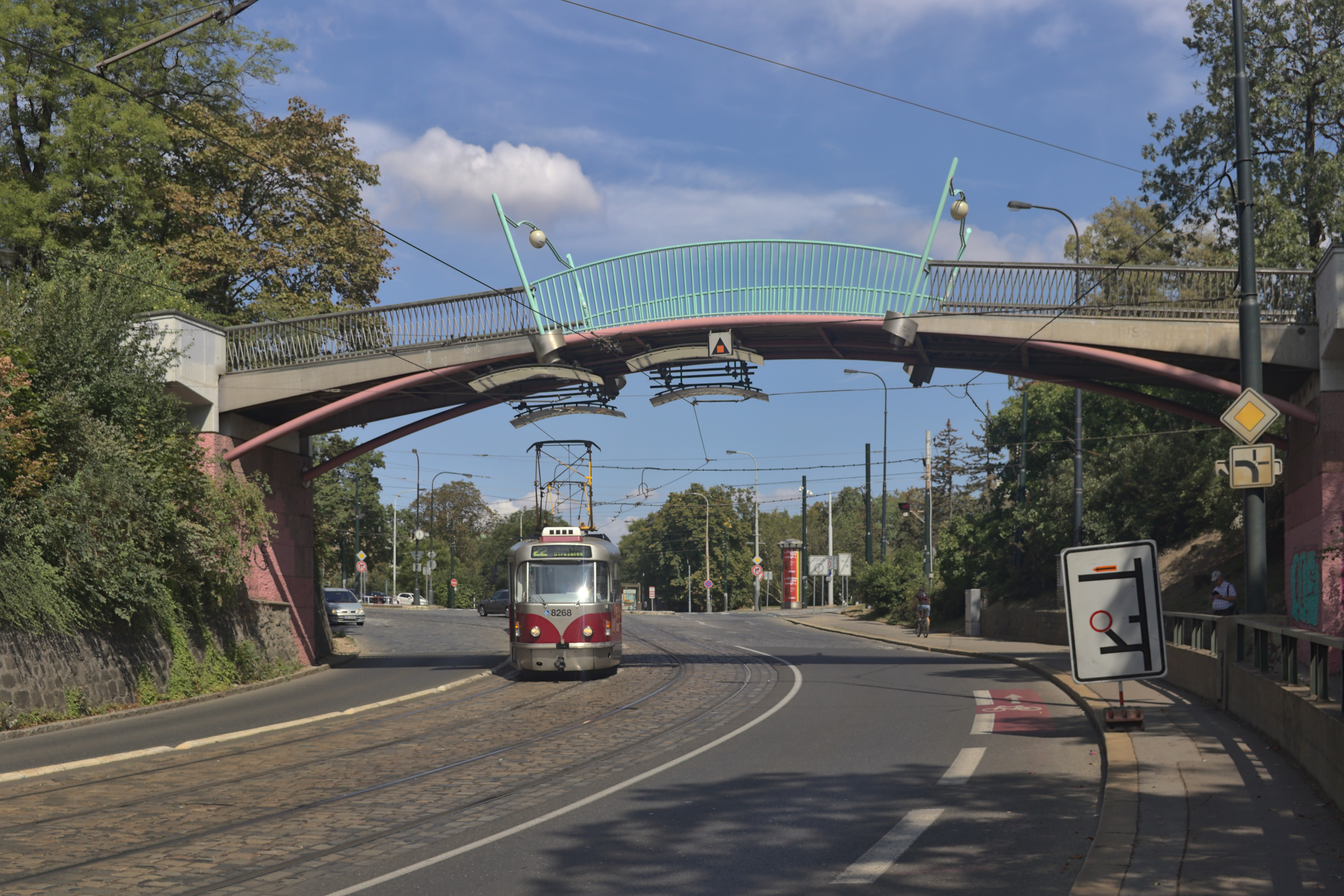
Lávka nad Chotkovou ulicí

Horní část Chotkovy silnice od 60. let 20. století překlenovala lávka mezi Chotkovými a Letenskými sady, navržená architektem Jaroslavem Fragnerem. Pro špatný stav byla demontována a nahrazena novou lávkou podle návrhu architekta Bořka Šípka, investorem projektu byla Nadace Václava a Olgy Havlových, investorem stavby Magistrát hl. m. Prahy, konstrukci sponzorsky věnovala Škoda Plzeň. Nová lávka byla slavnostně otevřena pod názvem Chotkova lávka (který ale nebyl úředně schválen orgány města) dne 18. července 1998 za účasti prezidenta Václava Havla i odstupujícího premiéra Josefa Tošovského a nového premiéra Miloše Zemana. Václav Havel přitom označil původní lávku za ohyzdnou a nesmyslně širokou. Lávka, spojující Pražský hrad a Kramářovu vilu, měla symbolizovat dobré vztahy prezidenta a vlády.

## Socha českého lva
V oblouku silnice proti dolní bráně Jeleního příkopu je od roku 1953 instalována plastika Český lev, kterou v roce 1852 vytvořil Josef Max na památku českým vojákům padlým v Itálii roku 1848. Původně stála u Městského muzea na Florenci.